# Prva urugvajska nogometna liga
Prva urugvajska nogometna liga (špa. Primera División de Uruguay ili skraćeno  Campeonato Uruguayo) najviši je stupanj nogometnih natjecanja u Urugvaju. Osnovana je 1900. godine, i od tada se neprekidno održava svake godine. Natjecanje organizira Urugvajski nogometni savez u suradnji s CONMEBOL-om. Najuspješniji nogometni klub je C.A. Peñarol s 49 naslova, a slijedi ga Nacional s 45 naslova. Niži rang od Prve urugvajske nogometne lige predstavlja Segunda División, kao drugi rang nogometnih natjecanja u koji se degradira jedan ili dva najlošija prvoligaša, a iz nje promovira jedan ili dva najbolja drugoligaša. Najbolji nogometni klubovi Prve lige mogu zaigrati u međunarodnim kupovima Copa Libertadores i Copa Sudamericana, kao i državnom Urugvajskom nogometnom kupu. Najbolji strijelac lige svih vremena je Fernando Morena, koji je u 244 nastupa zabio 230 puta.

## Vanjske poveznice
- (šp.) Službene stranice natjecanja  Arhivirana inačica izvorne stranice od 26. studenoga 2017. (Wayback Machine)